# Scott Peters (politico)
Scott Harvey Peters (Springfield, 17 giugno 1958) è un politico e avvocato statunitense, membro della Camera dei Rappresentanti per lo stato della California dal 2013.

## Biografia
Nato nell'Ohio e cresciuto nel Michigan, il padre di Peters era un ministro luterano. Peters studiò alla Duke e si laureò in legge all'Università di New York.
Per alcuni anni lavorò come avvocato nel ramo dell'ambientalismo e successivamente si dedicò alla politica con il Partito Democratico. Nel 2000 venne eletto all'interno del consiglio comunale di San Diego, dove rimase fino al 2008. Dopo quell'esperienza continuò ad operare nell'ambito politico della Contea di San Diego.
Nel 2012 si candidò al Congresso e a causa del ridefinimento dei distretti congressuali della California, Peters si trovò a competere con il deputato repubblicano in carica Brian Bilbray. La campagna elettorale fu molto combattuta e alla fine Peters prevalse su Bilbray con un margine di scarto molto ristretto, riuscendo così ad approdare alla Camera dei Rappresentanti.
Scott Peters è sposato con l'imprenditrice Lynn Gorguze, dalla quale ha avuto due figli.